# Lopo de Barros
Lopo de Barros (Braga, c. 1447 - Viseu, a. 29 de Abril de 1501) foi um militar e magistrado português.

## Biografia
Filho de Lopo de Barros (c. 1423 - Braga, d. 1480), Escudeiro, 1.º Senhor do Morgado de Amieira, Senhor da Torre da Pousada, em Calvelo, Vínculo que seu pai lhe instituíra com Capela de Nossa Senhora da Graça no Claustro da Sé, Escudeiro do Arcebispo de Braga quando, a 18 de Julho de 1450, foi Procurador do número da cidade, filho sacrílego de Gonçalo Nunes de Barros e de Isabel de Castro, legitimado por Carta Real de D. Afonso V de Portugal de 19 de Abril de 1453, etc, e de sua mulher (Porto, c. 1444) Isabel Anes e irmão mais novo de Valentim de Barros.
Matriculou-se em ordens menores em Braga a 25 de Fevereiro de 1458.
Fidalgo da Casa Real, Capitão de quatro navios na Tomada de Arzila a 24 de Agosto de 1471, Ouvidor do Rei na Covilhã a 22 de Janeiro de 1496, Corregedor de Entre Tejo e Guadiana a 15 de Janeiro de 1499 e Corregedor e Juiz de Fora em Évora a 12 de Novembro de 1499.

## Casamento e descendência
Casou em Viseu c. 1480 com sua parente Leonor Dias de Figueiredo, que, a 29 de Abril de 1501, vivia viúva em Viseu, filha de Lopo Dias de Barros (c. 1410 -), Escudeiro, «Morador em Viseu nas casas de Genebra de Barros», que deve ser o Lopo Dias que é legitimado por Carta de D. João I de Portugal como filho de Gonçalo Dias de Barros, e que deve ter sido irmão do Luís Dias de Barros, morador em Viseu, «criado» de D. Fernando de Castro, que a 24 de Abril de 1435 teve Mercê Real de Coudel de Sátão, Gulfar, Rio de Moinhos, Pena Verde, Fornos, Algodres e Figueiró, e de Genebra de Barros, e de sua mulher (c. 1453) Isabel Rodrigues de Figueiredo (c. 1432 -), que foi sepultada com seu marido em São Francisco de Viseu, «à porta travessa que vai para as Crastas»: 
- João de Barros (Viseu, c. 1480 - Viseu, d. 1535), «Criado» do Mestre da Ordem de Santiago D. Jorge de Lancastre e cidadão nobre da governança de Viseu, sendo nomeadamente Primeiro-Vereador do Senado da Câmara pela Nobreza e Juiz pela Ordenação em 1535, Senhor da Quinta de Maçorim, Prazo que o Cabido da Sé de Viseu lhe renovou a 23 de Fevereiro de 1523, sendo aí referido como Cavaleiro da Ordem de Avis, casado em Évora c. 1504 com Maria Mendes de Horta, com geração
- Genebra de Barros, solteira e sem geração
- Maria de Barros (Viseu, c. 1492 -), casada em Viseu c. 1515 com Rui Barreiros de Seixas (c. 1484 -), com geração

Teve um filho bastardo de mulher desconhecida: 
- João de Barros, o Grande